# مهدي الصميدعي
مهدي بن أحمد بن صالح الصميدعي ولد (1يوليو 1955محافظة واسط)هو مفتي عام العراق. ورئيس مجلس الإفتاء السني في بغداد في مسجد أم الطبول.
منذ عام 2014، اعترفت به حكومة نوري المالكي كمفتي عام لأهل السنة في العراق.